# أحمد شراحيلي
أحمد شراحيلي لاعب كرة قدم سعودي من مواليد 8 مايو 1994 ، ويلعب في مركز الدفاع في نادي الاتحاد .

## مسيرة اللاعب
```
حقق مع نادي الهلال بطولتي 
كأس الملك 2015
 
وكأس السوبر السعودي 2015م
 
وكأس ولي العهد 2016م
 .
[
2
]
```

لعب في الهلال في الفئات السنية وأعاره الهلال إلى نادي الفتح عام 2017 و انتقل إلى نادي الشباب في عام 2019 وانتقل إلى نادي الاتحاد في 2022 وحقق كاس السوبر السعودي و دوري روشن السعودي للمحترفين.في 29 يونيو 2025 أعلن الاتحاد السعودي لكرة القدم تجديد عقد المدافع أحمد شراحيلي حتى صيف عام 2028.

## الحياة الشخصية
وهو أخو اللاعب رياض شراحيلي وقريب اللاعبين شايع شراحيلي وإبراهيم شراحيلي ومتعب شراحيلي .

## روابط خارجية
- أحمد شراحيلي على موقع إي إس بي إن إف سي (الإنجليزية)
- أحمد شراحيلي على موقع قاعدة بيانات كرة القدم.إي يو (الإنجليزية)
- أحمد شراحيلي على موقع ناشيونال فوتبول تيمز (الإنجليزية)
- أحمد شراحيلي على موقع Soccerway.com (الإنجليزية)
- أحمد شراحيلي على موقع عالم كرة القدم.نت (الإنجليزية)
- أحمد شراحيلي على موقع كووورة